# Облоги (Сумская область)
Облоги (укр. Облоги) — село,
Шпилевский сельский совет,
Сумский район,
Сумская область,
Украина.
Код КОАТУУ — 5924789105. Население по переписи 2001 года составляло 33 человека.

## Географическое положение
Село Облоги находится в 5-и км от правого берега реки Псёл.
Примыкает к селу Валки (Лебединский район).
Рядом проходит автомобильная дорога Т-1909.